# Maikelele
ミカイル・ビル（英: Mikail Bill、1991年5月3日 - ）は、スウェーデン出身のFPSゲーム「CS:GO」でMaikelele（マイケレレ）として活動する著名なプロゲーマー。
かつてはeksem（エクセム）とも名乗っていた。現在はNo Chanceに所属、担当はスナイパー。かつてはTeam Kinguin、LGB eSports、NiP、mousesports、UnWanted、ESG!、SK Gaming、G2 Esports、FaZe Clan等で活動していた。beatboxができる。

## 経歴
2014年11月4日、ロビン・ヨハンソン(Fifflaren＝フィフラーレン)の後釜として(フィフラーレンはチーム内で成績が悪く、戦力外とみなされた。)NiPに加入した。その後はDreamHack Winter 2014で2位、MLG X Games Aspen Invitationalでも2位となっている。その後NiPは2015年2月にMaikeleleを残留させるかどうかテストを行っていたと発表し、3月18日にMaikeleleは退団した。
2015年5月、Team Kinguinはfox, Maikelele, rain, ScreaM,SKYTEEN"を集め新パーティーとした。7月にSKYTEENが脱退しdennisが加入。
2015年8月、Kinguin社は経営再建を目指してTeam Kinguinを手放し、メンバーはそのままG2 Esportsへ吸収された。G2吸収後すぐにScreaMがtitanへ、G2にjkeamが加入。dennisがfnaticへ、G2にaizyが加入(この二つのメンバー変更は別時期)。
2016年1月20日、メンバーそのままでFaZe Clanに移籍。
2016年4月10日、FaZe Clanのラインナップから外れる。
2016年8月30日、負傷したPythの代わりとしてNiPにスタンドイン加入し、同時期に行われたStarLadder i-League StarSeries Season 2にて優勝、スタンドインを含んだメンバーでの大規模トーナメント優勝はCS:GO史上初。
2016年11月6日、スタンドイン加入していたNiPから脱退。
2016年12月22日、スウェーデンの選手を中心とした新チームqwertyを結成したが翌年2017年2月に解散。
2017年3月20日、Team dignitasに加入、しかしわずか1か月半後の5月に脱退。
2017年5月12日、自身のTwitter上で「THE LIFE OF MAIKELELE」という声明文を発表、チームを転々としているのはMaikeleleの性格や態度に問題がありチームの雰囲気を悪くしているからではないのかというコミュニティからの批判について言及。
2018年12月05日、ヨーロッパを拠点に置くチーム、No Chanceが結成され Maikelele,nukkye,kRYSTAL,Radifaction,Screamをメンバーとして始動。 1ヵ月後にScreamが脱退しfrozenが加入。

## 実績
- 2位＝ドリームハックウィンター2014 (NiPメンバーとして)
- 2位＝ウィンターXゲームズXVIII (NiPメンバーとして)

## 外部サイト
- Maikelele (@fazemaikelele) - X（旧Twitter）
- Maikelele (officialMaikelele) - Facebook
- Maikelele (@officialmaikelele) - Twitch